# Gouvernement Meta II
 (janvier 2023).
Si vous disposez d'ouvrages ou d'articles de référence ou si vous connaissez des sites web de qualité traitant du thème abordé ici, merci de compléter l'article en donnant les références utiles à sa vérifiabilité et en les liant à la section « Notes et références ».
République d'Albanie
Meta I Majko II
Le gouvernement Meta II (en albanais : Qeveria Meta (2)) est le gouvernement de la république d'Albanie entre le 12 septembre 2001 et le 22 février 2002, durant la Ve législature de l'Assemblée.

## Historique du mandat
Dirigé par le Premier ministre socialiste sortant Ilir Meta, ce gouvernement est constitué et soutenu par une coalition entre le Parti socialiste d'Albanie (PSSh), le Parti social-démocrate d'Albanie (PSD), l'Alliance démocratique (AD), le Parti de l'Union pour les droits de l'homme (PBDNJ) et le Parti agrarien d'Albanie (PASh). Ensemble, ils disposent de 86 députés sur 140, soit 61,4 % des sièges de l'Assemblée.
Il est formé à la suite des élections législatives des 24 juin et 8 juillet 2001.
Il succède donc au gouvernement Meta I, constitué et soutenu par une coalition identique.

### Formation
Au cours du scrutin, le PSSh emmené par Ilir Meta, et toujours présidé par Fatos Nano, remporte la majorité absolue des sièges. Meta, reconduit dans ses fonctions par le président de la République Rexhep Mejdani, souhaite toutefois confirmer sa large majorité parlementaire. Il maintient donc l'alliance avec les quatre partis politiques avec qui les socialistes gouvernent depuis juillet 1997 et reçoit l'investiture des députés le 12 septembre, soit deux mois après la fin des élections.

### Succession
Ayant procédé à un remaniement ministériel le 14 décembre suivant, le Premier ministre annonce qu'il remet sa démission à la fin du mois de janvier 2002, après que Nano a proféré des accusations de corruption contre certains membres du gouvernement. Le PSSh lui choisit le ministre de la Défense Pandeli Majko comme successeur et ce dernier forme alors son second cabinet à la fin du mois de février.

## Composition

### Initiale (12 septembre 2001)
| Poste                                                              | Titulaire | Titulaire        | Parti |
| ------------------------------------------------------------------ | --------- | ---------------- | ----- |
| Premier ministre                                                   |           | Ilir Meta        | PSSh  |
| Vice-Premier ministre Ministre du Travail et des Affaires sociales |           | Skënder Gjinushi | PSD   |
| Ministre des Affaires étrangères                                   |           | Arta Dade        | PSSh  |
| Ministre de l'Ordre public et de l'Intérieur                       |           | Ilir Gjoni       | PSSh  |
| Ministre de la Défense                                             |           | Pandeli Majko    | PSSh  |
| Ministre de la Justice                                             |           | Sokol Nako       | PBDNJ |
| Ministre des Affaires locales                                      |           | Arben Imani      | PSSh  |
| Ministre des Finances                                              |           | Anastas Angjeli  | PSSh  |
| Ministre de l'Économie et des Privatisations                       |           | Mustafa Muci     | PSSh  |
| Ministre des Travaux publics et du Tourisme                        |           | Bashkim Fino     | PSSh  |
| Ministre des Transports                                            |           | Maqo Lakrori     | PSSh  |
| Ministre de l'Éducation et de la Science                           |           | Ben Blushi       | PSSh  |
| Ministre de la Santé                                               |           | Gjergi Koja      | PSSh  |
| Ministre de la Coopération économique et du Commerce               |           | Ermelinda Meksi  | PSSh  |
| Ministre de la Culture, de la Jeunesse et des Sports               |           | Luan Rama        | PSSh  |
| Ministre de l'Environnement                                        |           | Ethem Ruka       | PSSh  |
| Ministre de l'Agriculture et de l'Alimentation                     |           | Agron Duka       | Sans  |
| Ministre sans portefeuille                                         |           | Paskal Milo      | PSD   |
| Ministre sans portefeuille                                         |           | Driftan Prifti   | PSSh  |
| Ministre sans portefeuille                                         |           | Ndre Legisi      | PSSh  |
| Ministre sans portefeuille                                         |           | Lufter Xhuveli   | PA    |
| Ministre sans portefeuille                                         |           | Niko Kacalidha   | PBDNJ |

### Remaniement du14 décembre 2001
| Poste                                                              | Titulaire | Titulaire               | Parti |
| ------------------------------------------------------------------ | --------- | ----------------------- | ----- |
| Premier ministre                                                   |           | Ilir Meta               | PSSh  |
| Vice-Premier ministre Ministre du Travail et des Affaires sociales |           | Skënder Gjinushi        | PSD   |
| Ministre des Affaires étrangères                                   |           | Arta Dade               | PSSh  |
| Ministre de l'Ordre public et de l'Intérieur                       |           | Ilir Gjoni              | PSSh  |
| Ministre de la Défense                                             |           | Pandeli Majko           | PSSh  |
| Ministre de la Justice                                             |           | Sokol Nako              | PBDNJ |
| Ministre des Affaires locales                                      |           | Arben Imani             | PSSh  |
| Ministre des Finances                                              |           | Spiri Gjergi Teneqexhiu | PSSh  |
| Ministre de l'Économie et des Privatisations                       |           | Spartak Pocu            | PSSh  |
| Ministre des Travaux publics et du Tourisme                        |           | Blendi Klosi            | PSSh  |
| Ministre des Transports                                            |           | Maqo Lakrori            | PSSh  |
| Ministre de l'Éducation et de la Science                           |           | Ben Blushi              | PSSh  |
| Ministre de la Santé                                               |           | Gjergi Koja             | PSSh  |
| Ministre de la Coopération économique et du Commerce               |           | Ermelinda Meksi         | PSSh  |
| Ministre de la Culture, de la Jeunesse et des Sports               |           | Luan Rama               | PSSh  |
| Ministre de l'Environnement                                        |           | Ethem Ruka              | PSSh  |
| Ministre de l'Agriculture et de l'Alimentation                     |           | Eduard Allushi          | PSSh  |
| Ministre sans portefeuille                                         |           | Paskal Milo             | PSD   |
| Ministre sans portefeuille                                         |           | Driftan Prifti          | PSSh  |
| Ministre sans portefeuille                                         |           | Ndre Legisi             | PSSh  |
| Ministre sans portefeuille                                         |           | Lufter Xhuveli          | PA    |
| Ministre sans portefeuille                                         |           | Niko Kacalidha          | PBDNJ |